# Van Peenen - Gloribus

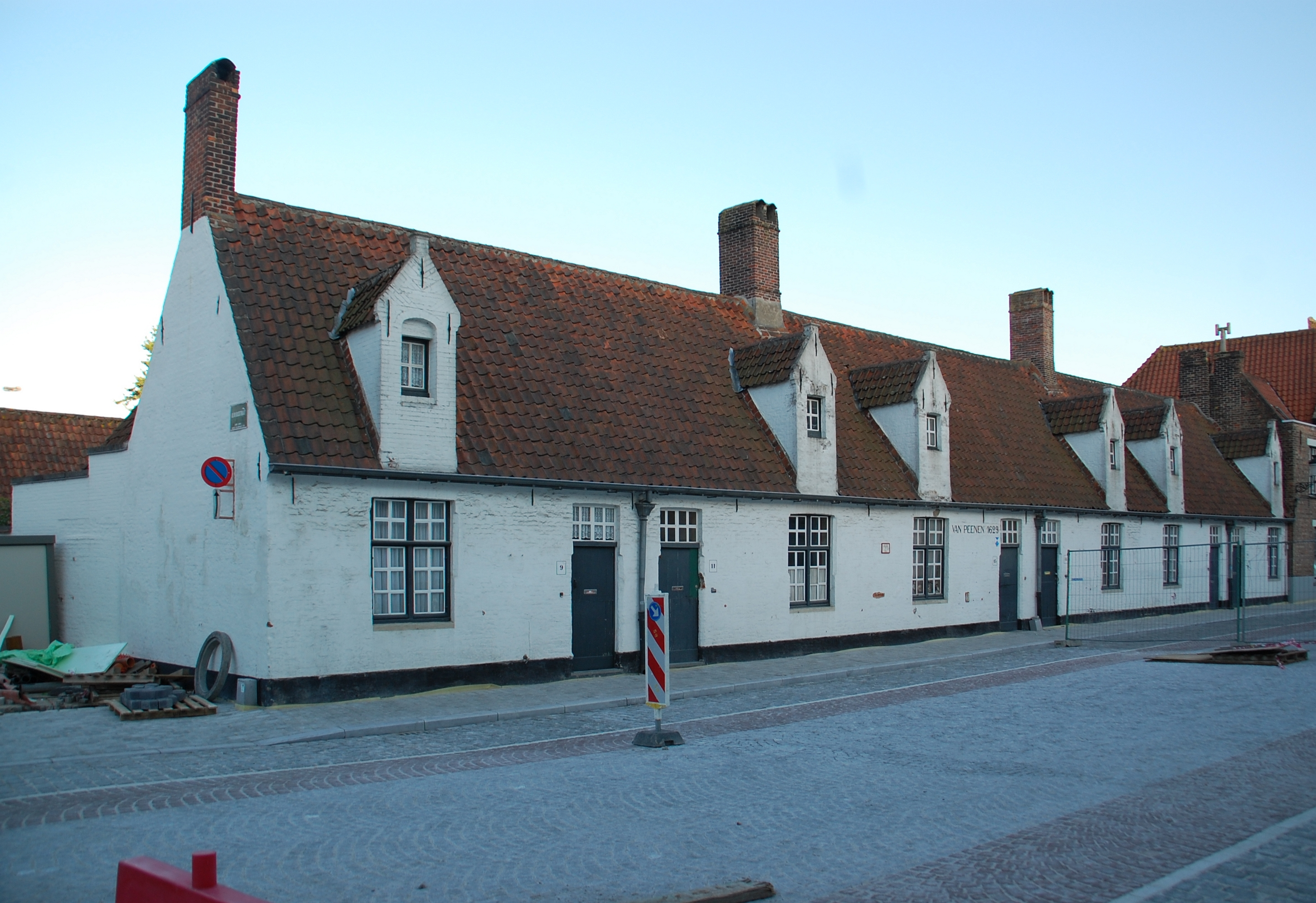

Van Peenen en Gloribus zijn de namen van twee naast elkaar gelegen godshuizen, gesticht door het echtpaar Pieter van Peenen en Isabella Gloribus.

## Geschiedenis
Pieter van Peenen (†1626), zoon van Jan van Peenen en Isabella Gheers, was vanaf 1606 tot aan zijn dood lid van het Brugse stadsbestuur, als raadslid, schepen of trezorier. Van 1621 tot aan zijn dood was hij voogd van het Sint-Juliaansgasthuis. Hij bouwde in de Boeveriestraat zes godshuisjes, voor zes oude echtparen. Hiervoor sloopte hij het huis Den Zilveren Harynck. Zijn echtgenote Isabella Gloribus (†1634) bouwde ook zes huisjes, om de hoek, in het Roompotstraetkin, later Gloribusstraat, bestemd voor zes oude ongehuwde vrouwen of weduwen.
In 1796 werden de huisjes overgedragen naar de Commissie voor Burgerlijke Godshuizen.
In 1967 werden de huisjes aan de tuinzijde uitgebreid. In 1988-1989 werden restauratiewerken uitgevoerd die eigenlijk een volledige reconstructie betekenden, waarbij de balklagen en het dakgebinte verdwenen.
In 1974 werden de godshuizen Van Peenen - Gloribus beschermd als monument.